# د باکسر ربلیون (گروه موسیقی)
دِ باکسِر رِبِلیون (به انگلیسی: The Boxer Rebellion) یک گروه ایندی راک بین‌المللی است که در لندن، بریتانیا در سال ۲۰۰۱ تشکیل شد و متشکل از ناتان نیکلسون (خواننده، گیتار، کیبورد) بومی تنسی و اندرو اسمیت (لید گیتار)، آدام هریسون (گیتار باس) و پیرز هویت (درامز) است. آنها تاکنون یک EP همنام و شش آلبوم استودیویی، منتشر کرده‌اند.

## تاریخچه
در سال ۲۰۰۰، خواننده «نیتان نیکلسون» پس از درگذشت مادرش از شهر مریویل، تنسی، را ترک کرد و به لندن نقل مکان کرد. نیکلسون از طریق یک پست آنلاین برای موسیقی‌دانان با گیتاریست «تاد هاو» آشنا شد که در نهایت به ایجاد یک دوستی قوی و شروع یک گروه موسیقی منجر شد.
به زودی آن‌ها توجه درامر «پیرس هیویت» را جلب کردند که به تازگی از مدرسه موسیقی لندن فارغ‌التحصیل شده بود. پروژه اول آن‌ها با نام Slippermen شناخته می‌شد. راب لافلین، دوستی از تنسی، در جلسات اولیه بیس را اجرا می‌کرد اما بعداً گروه را ترک کرد تا وارد دانشکده پزشکی شود و جایش توسط بیسیست فعلی، «آدام هریسون» که همراه با هیویت از مدرسه موسیقی لندن فارغ‌التحصیل شده بود، گرفته شد. به عنوان Slippermen آن‌ها یک تک‌آهنگ و یک EP با نام "Lens" و The Traveler به ترتیب تولید کردند، اما موفقیت تجاری محدودی را به دست آوردند.
بعد از تغییر نام به «دِ باکسِر رِبِلیون» و با تغییرات چشمگیری در صدایشان، آن‌ها ترکیب خود را بازسازی کردند و به ساخت پایگاه طرفداران پرداختند.
حمایت لحظه آخری سوپر گروه آلت-راک آ پرفکت سرکل در ۲ اکتبر ۲۰۰۳ در «لندن آستوریا» و همچنین از «لنی کراویتز» در «ومبلی آرنا» در ۷ ژوئیه ۲۰۰۴ و د کوپر تمپل کلاوز منجر به افزایش آگاهی در رسانه‌های موسیقی انگلیس شد که به نتایجی چون مقالات گسترده در مجلاتی مانند کرنگ!، The Fly و TNT منجر شد.
به علت برگزاری مسابقه PlayLouder، در ژوئن ۲۰۰۳، گروه در چادر باندهای جدید گلاستونبری پیش از گروه موسیقی کین اجرا کردند. به مدت کوتاهی پس از این اجرا، آنها توسط «آلن مک‌گی» با شرکت ضبط موسیقی Poptones قرارداد امضا کردند.
اولین تک‌آهنگ آنها با نام "Watermelon" در تاریخ ۴ اکتبر ۲۰۰۳ توسط Poptones منتشر شد. این تک‌آهنگ شامل سه قطعه بود که شامل "The New Heavy" بود که در آلبوم اول آنها به نام Exits ظاهر شد. سپس گروه EP خود را با نام The Boxer Rebellion ضبط کرد که شامل همان آهنگ‌های تک‌آهنگ "Watermelon" با دو افزودنی جدید، "Code Red" و "In Pursuit" بود که هر دو آهنگ بعدها به عنوان تک‌آهنگ منتشر شدند. این EP توسط «پیت هافمن» تولید و توسط «ری استف» مستر شد.
بعد از انتشار EP اولیه خود، گروه قرار بود با The Killers توری را آغاز کند. اما در حالی که در تور با The Raveonettes بودند، «نیکلسون» با ترکیدن آپاندیسش به شدت بیمار شد که نیاز به پنج ساعت جراحی و ماه‌ها زمان برای بهبود کامل داشت و آنها را مجبور کرد تور آینده را لغو کنند.
پس از سه تک آهنگ پس از اولین EP، اولین آلبوم کامل آنها، Exits، در ۲ می ۲۰۰۵ منتشر شد. این آلبوم توسط مارک رابینسون و کریس شلدون به ترتیب در استودیو Bunker و Jacobs Studios تهیه شده‌است. نقدهای درخشانی از مطبوعات موسیقی بریتانیا با ویژگی‌ها و بررسی‌ها در نشریات گسترده از جمله د سان، Rock Sound، ان‌ام‌ئی و کرنگ! دریافت کردند. دو هفته پس از انتشار آلبوم، شرکت ضبط موسیقی Poptones منحل شد و گروه را به «گروه بدون لیبل» تبدیل کرد، که آنها در یک کنسرت در ICA در ۱۶ می آن را اعلام کردند. آنها از آن زمان تاکنون بدون امضا هستند.
این گروه آلبوم دوم خود را با سرمایه شخصی خود به نام «یونیون» در ۱۴ سپتامبر ۲۰۰۹ منتشر کرد. این آهنگ به‌طور انحصاری از طریق آی‌تیونز با آهنگ اصلی "Evacuate" (که قبلاً نسخه محدود وینیل در سال ۲۰۰۸ منتشر شده) منتشر شد، به عنوان "تک آهنگ هفته آیتونز" میزبانی شد. در عرض ۵ روز پس از انتشار، یونیون به رتبه ۴ در جدول ۱۰۰ آلبوم برتر آیتونز انگلستان رسید و سپس رتبه ۲ را کسب کرد.
آنها اولین گروهی بودند که با HMV در بریتانیا برای تولید، تبلیغ و توزیع آلبوم مستقل گروه شریک شدند، زیرا گروه نمی‌توانست استطاعت مالی را برای عرضه «یونیون» بر روی سی‌دی داشته باشد، از این رو فقط به صورت دیجیتال منتشر شد.
در دسامبر ۲۰۰۹، آلبوم «یونیون» دِ باکسِر رِبِلیون، به عنوان بهترین آلبوم آلترناتیو سال ۲۰۰۹ توسط ویراستاران آی‌تیونز (ایالات متحده) انتخاب شد.
در اکتبر ۲۰۱۷، گروه یک تک آهنگ جدید "What the Fuck" را منتشر کرد که در ششمین آلبوم استودیویی به نام Ghost Alive که در ۲۳ مارس ۲۰۱۸ منتشر شد، وجود داشت.
در تاریخ ۱۹ نوامبر ۲۰۱۷، به حمایت از CALM (کمپین علیه بدبختانه زندگی کردن) و به مناسبت روز جهانی مردان، گروه، ویدیویی احساسی برای تک آهنگ جدید "Love Yourself" از آلبوم آینده خود را منتشر کرد. طبق گفتهٔ ناتان نیکلسون، این ترک پس از مواجهه با شیاطین خود، در پی از دست دادن مادر و فرزند نادیده‌اش به وجود آمد. در نتیجه، تک آهنگ "Here I am" در تاریخ ۱۶ فوریه ۲۰۱۸ قبل از یک تور در انگلستان منتشر شد.
در تاریخ ۹ آوریل ۲۰۱۸، ناتان نیکلسون در مصاحبه با روزنامه Independent دربارهٔ ضبط آلبوم جدید گروه "Ghost Alive"، که موضوعات آن بر مسائل روانی تمرکز دارد و میراث آنها به عنوان یکی از گروه‌های موسیقی «ایندی راک» بریتانیایی که در اوایل دهه ۲۰۰۰ ظاهر شدند، مورد بحث قرار گرفت.

## سبک‌ها و تأثیرات موسیقی
دِ باکسِر رِبِلیون، به عنوان بخشی از یک صحنه جدیدتر از گروه‌های بریتانیایی که عنصری از پست-راک را به چارت‌های راک اضافه می‌کنند، در پایان دوران آوازهای اوئیسیز و ریدیوهد ظاهر شد. اولین تک‌آهنگ گروه به نام «واترملون» با استقبال شدیدی از سوی مطبوعات موسیقی بریتانیا روبرو شد و مجله The Fly گروه را به عنوان «جوانان درخشان بریتراک» توصیف کرد که مانند ترکیبی حبابی از گروه «د کوپر تمپل کلاوز» با اضافه کردن ملودی‌های د ورو و جنون از نوع موسیقی هستند. مجله کرنگ در سال ۲۰۰۹ گروه را به طرفداران میوز و بیفی کلایرو توصیه کرد، که «دِ باکسِر رِبِلیون» را در انگلستان در سال ۲۰۰۴ حمایت کرد. مجله Q آلبوم یونیون آنها را به عنوان «دوره ای از دوران خمش‌ها ریدیوهد» توصیف کرد. Stereoboard گروه را به عنوان «به وضوح از موفقیت اخیر گروه‌هایی مانند د نشنال (گروه موسیقی) و British Sea Power" تأثیر می‌گیرد»، توصیف کرد.
تاد هاو، گیتاریست پیشین گروه، به عنوان یکی از طرفداران مشتاق فرانک زاپا شناخته می‌شود و بیش از ۳۶ آلبوم او را در اختیار دارد.
تاد هاو، در ۲۹ آوریل ۲۰۱۴ در فیس بوک اعلام کرد که گروه را ترک می‌کند. به گفته ناتان نیکلسون، این جدایی کاملاً دوستانه بود - تاد هاو با فردی که در آریزونا زندگی و کار می‌کند ازدواج کرده بود، بنابراین کار کردن با هم خیلی سخت شد.
در ۲۰ اکتبر ۲۰۲۰، اعلام شد که «ناتان نیکلسون» و «آدام هریسون» در حال تشکیل گروه جدیدی به نام Big Ideas با پیش نمایشی از موسیقی جدید هستند که در ۲۹ اکتبر ۲۰۲۰ منتشر خواهد شد.

## حضور در رسانه‌ها

### تلویزیون
- اسلحه مرگبار (مجموعه تلویزیونی) - «من اینجام»
- ام‌ال‌بی در فاکس اسپورت ۱ - «به حرکت ادامه بده»
- تریگر هپی تیوی - «سلاح»، «ایده‌های بزرگ»
- یو اس اوپن روی فاکس - «به حرکت ادامه بده»
- گاو نر (مجموعه تلویزیونی ۲۰۱۶) - «رستگاری»
- رویالز - «می‌توانی دوستم داشته باشی»
- تبلیغ کنتاکی دربی - «آتش بازی»
- دیو و دلبر (سریال ۲۰۱۲) - «به حرکت ادامه بده»
- ان‌سی‌آی‌اس - «گرفتار نور»
- هدف انسانی - «نیمه خودکار»
- آناتومی گری (مجموعه تلویزیونی) - «هر دو طرف یکدست هستند»، «نیویورک»، «تو متعلق به من هستی»، رؤیا
- رویال پینز - «تردید»
- تپه یک درخت (مجموعه تلویزیونی) - «هر دو طرف یکنواختند»، «نیمه خودکار»
- ۲۴/۷ (برنامه تلویزیونی آمریکایی) - «هر دو طرف یکدستند»
- نجواگر روح - «تف کردن آتش»
- عظیم (سریال تلویزیونی) - «شوروی‌ها»
- سی‌اس‌آی: نیویورک - «قفل شده در زیرزمین»
- یک مرد با استعداد - «هر دو طرف یکنواختند»
- نیکیتا - «گرفتار نور»
- خاطرات خون‌آشام - «کد قرمز»، «رؤیا»
- اصیل‌ها - «وعده‌ها»
- فراموش شده (سریال تلویزیونی) - «فیلم صامت»
- تصادفاً از روی هدف (مجموعه تلویزیونی) - «شوروی‌ها»
- لینکلن هایتس (مجموعه تلویزیونی) - «شوروی‌ها»
- انسان بودن (مجموعه تلویزیونی) - «هر دو طرف زوجند»
- راه طولانی پایین - «نیمه اتوماتیک»
- بی‌شرم (مجموعه تلویزیونی آمریکایی) - «هر دو طرف یک‌دست هستند»، «گرفتار نور»، «کد قرمز»
- قانونی (مجموعه تلویزیونی ۲۰۱۳) - «به حرکت ادامه بده»
- فوراور (مجموعه تلویزیونی) - «نیویورک»
- شکارچیان سایه (مجموعه تلویزیونی) - «من اینجام»

### فیلم
- فاصله گرفتن (فیلم ۲۰۱۵) - «اگر دوید»، «تفک آتش»، «تخلیه»
- هنر سر کردن - «تف کردن آتش»
- درس‌های پرواز - «چراغ قرمز چشمک زن یعنی رفتن»
- مردگان بیرونی - «تخلیه»
- اتاق (فیلم ۲۰۱۵) - «رؤیا»

### بازی‌های ویدیویی
- راک اسمیت - «از ماشین خارج شو»
- فیفا فوتبال ۲۰۰۴ - «هندوانه»

### آگهی‌های بازرگانی
- تبلیغات بیوک «قدرت» - «تف کردن آتش»
- دریپر - «ایده‌های بزرگ»
- سرود برند شبکه نشنال جئوگرافیک - «به حرکت ادامه دهید»

### آلبوم‌های موسیقی متن
- بتمن: شهر آرکهام - از دست دادنت
- فاصله گرفتن (فیلم ۲۰۱۵) - «اگر بدوید»، «تف کردن آتش»
- مجموعه تلویزیونی راه طولانی پایین - «انجیل گورو آداچی»

## دیسکوگرافی

### آلبوم‌های استودیویی
- 2005 - Exits
- 2009 - Union
- 2011 - The Cold Still
- 2013 - Promises
- 2016 - Ocean by Ocean
- 2018 - Ghost Alive

### آلبوم‌های زنده
- ۲۰۰۹: آی‌تیونزلایو از لندن (انحصاری آیتونز)
- ۲۰۱۱: زنده در تنسی
- ۲۰۱۴: زنده در انجمن

### EPs
- 2003: The Boxer Rebellion EP (فقط ۵۰۰ مورد از آن ۱۰۰ امضای گروه به رنگ طلایی)
- 2004: "Work in Progress" [تبلیغات]

### تک آهنگ‌ها
- 2003 - Watermelon
- 2004 - In Pursuit
- 2007 - All You Do Is Talk
- 2008 - Evacuate
- 2009 - Flashing Red Light Means Go
- 2011 - Step Out of the Car
- 2013 - Diamonds
- 2014 - Promises
- 2016 - Big Ideas
- 2017 - WTF
- 2018 - Here I Am

*عناوین برجسته تک آهنگ بدون آلبوم هستند.

### آثار گردآوری شده
- 2012: B-Sides & Rarities Collection, Vol. ۱ و ۲ (آلبوم دانلودی)